# Rhein-Wupper-Bahn
| |                     |                                                  |                                                  |
| Kursbuchstrecke (DB): | 455, 470            |                                                  |                                                  |
| Streckenlänge: | 97 km               |                                                  |                                                  |
| Streckengeschwindigkeit: | 160 km/h            |                                                  |                                                  |
| |                     |                                                  |                                                  |
| Verkehrsunternehmen | National Express    |                                                  |                                                  |
| Bundesland (D): | Nordrhein-Westfalen |                                                  |                                                  |
| Verlauf |                     |                                                  |                                                  |
| \| \| 0 \| Wuppertal-Oberbarmen (bis 12/2007, seit 12/2015) \| Wuppertal-Oberbarmen (bis 12/2007, seit 12/2015) \| \| \| 3 \| Wuppertal-Barmen (bis 12/2007, seit 12/2015) \| Wuppertal-Barmen (bis 12/2007, seit 12/2015) \| \| \| 7 \| Wuppertal Hbf \| ICE, IC \| \| \| 14 \| Wuppertal-Vohwinkel \| Wuppertal-Vohwinkel \| \| \| 18 \| Haan-Gruiten \| Haan-Gruiten \| \| \| 22 \| Haan \| Haan \| \| \| 25 \| Solingen Hbf \| ICE, IC \| \| \| 31 \| Leichlingen \| Leichlingen \| \| \| 34 \| Opladen \| Opladen \| \| \| 38 \| Leverkusen-Manfort \| Leverkusen-Manfort \| \| \| 46 \| Köln-Mülheim \| Köln-Mülheim \| \| \| 52 \| Köln Messe/Deutz \| ICE \| \| \| 54 \| Köln Hbf \| THA, ICE, IC \| \| \| 62 \| Köln West \| Köln West \| \| \| 65 \| Köln Süd \| Köln Süd \| \| \| 70 \| Hürth-Kalscheuren (seit 12/2015) \| Hürth-Kalscheuren (seit 12/2015) \| \| \| 74 \| Brühl \| Brühl \| \| \| 78 \| Sechtem \| Sechtem \| \| \| 82 \| Roisdorf \| Roisdorf \| \| \| 87 \| Bonn Hbf \| ICE, IC \| \| \| 90 \| Bonn UN Campus \| Bonn UN Campus \| \| \| 95 \| Bonn-Bad Godesberg \| Bonn-Bad Godesberg \| \| \| 97 \| Bonn-Mehlem \| Bonn-Mehlem \| \| \| \| Landesgrenze NRW / RLP \| \| \| \| 102 \| Rolandseck (bis 12/2003, bis 12/2015 1× am Tag) \| Rolandseck (bis 12/2003, bis 12/2015 1× am Tag) \| \| \| 104 \| Oberwinter (bis 12/2003, bis 12/2015 1× am Tag) \| Oberwinter (bis 12/2003, bis 12/2015 1× am Tag) \| \| \| 109 \| Remagen (bis 12/2003, bis 12/2015 1× am Tag) \| IC \| |                     |                                                  |                                                  |
| | 0                   | Wuppertal-Oberbarmen (bis 12/2007, seit 12/2015) | Wuppertal-Oberbarmen (bis 12/2007, seit 12/2015) |
| Bahnhof mit S-Bahn-Halt | 3                   | Wuppertal-Barmen (bis 12/2007, seit 12/2015)     | Wuppertal-Barmen (bis 12/2007, seit 12/2015)     |
| Bahnhof mit S-Bahn-Halt | 7                   | Wuppertal Hbf                                    | ICE, IC                                          |
| Bahnhof mit S-Bahn-Halt | 14                  | Wuppertal-Vohwinkel                              | Wuppertal-Vohwinkel                              |
| Bahnhof mit S-Bahn-Halt | 18                  | Haan-Gruiten                                     | Haan-Gruiten                                     |
| Haltepunkt / Haltestelle | 22                  | Haan                                             | Haan                                             |
| Bahnhof mit S-Bahn-Halt | 25                  | Solingen Hbf                                     | ICE, IC                                          |
| Bahnhof | 31                  | Leichlingen                                      | Leichlingen                                      |
| Bahnhof | 34                  | Opladen                                          | Opladen                                          |
| Bahnhof | 38                  | Leverkusen-Manfort                               | Leverkusen-Manfort                               |
| Bahnhof mit S-Bahn-Halt | 46                  | Köln-Mülheim                                     | Köln-Mülheim                                     |
| Bahnhof mit S-Bahn-Halt | 52                  | Köln Messe/Deutz                                 | ICE                                              |
| Bahnhof mit S-Bahn-Halt | 54                  | Köln Hbf                                         | THA, ICE, IC                                     |
| Bahnhof | 62                  | Köln West                                        | Köln West                                        |
| Bahnhof | 65                  | Köln Süd                                         | Köln Süd                                         |
| Bahnhof | 70                  | Hürth-Kalscheuren (seit 12/2015)                 | Hürth-Kalscheuren (seit 12/2015)                 |
| Bahnhof | 74                  | Brühl                                            | Brühl                                            |
| Bahnhof | 78                  | Sechtem                                          | Sechtem                                          |
| Bahnhof | 82                  | Roisdorf                                         | Roisdorf                                         |
| Bahnhof mit S-Bahn-Halt | 87                  | Bonn Hbf                                         | ICE, IC                                          |
| Haltepunkt / Haltestelle | 90                  | Bonn UN Campus                                   | Bonn UN Campus                                   |
| Bahnhof | 95                  | Bonn-Bad Godesberg                               | Bonn-Bad Godesberg                               |
| Kopfbahnhof Strecke ab hier außer Betrieb | 97                  | Bonn-Mehlem                                      | Bonn-Mehlem                                      |
| Grenze (Strecke außer Betrieb) |                     | Landesgrenze NRW / RLP                           | Landesgrenze NRW / RLP                           |
| Haltepunkt / Haltestelle (Strecke außer Betrieb) | 102                 | Rolandseck (bis 12/2003, bis 12/2015 1× am Tag)  | Rolandseck (bis 12/2003, bis 12/2015 1× am Tag)  |
| Haltepunkt / Haltestelle (Strecke außer Betrieb) | 104                 | Oberwinter (bis 12/2003, bis 12/2015 1× am Tag)  | Oberwinter (bis 12/2003, bis 12/2015 1× am Tag)  |
| Kopfbahnhof Streckenende (Strecke außer Betrieb) | 109                 | Remagen (bis 12/2003, bis 12/2015 1× am Tag)     | IC                                               |

Die Rhein-Wupper-Bahn ist eine Regionalbahn-Linie (RB 48) im Schienenpersonennahverkehr des Landes Nordrhein-Westfalen. Sie verbindet die Großstädte Wuppertal, Solingen, Leverkusen, Köln und Bonn und wird seit Dezember 2015 von National Express betrieben.

## Zuglauf
Die Züge der RB 48 Rhein-Wupper-Bahn halten mit Ausnahme von S-Bahnhöfen an allen Personenbahnhöfen und Haltepunkten der Strecke. Sie verkehren täglich von 4 bis 21 Uhr im Halbstundentakt zwischen Bahnhof Wuppertal-Oberbarmen und Bahnhof Bonn-Mehlem. Außerhalb der Hauptverkehrszeiten endet jede zweite Fahrt in Köln Hbf. Zwischen 21 Uhr und 0 Uhr endet die erste Fahrt in der Stunde in Köln Hbf und die zweite Fahrt in der Stunde fährt nur auf dem Abschnitt Köln Hbf bis Bonn-Mehlem. Samstags und sonntags sind einige weitere Fahrten verkürzt.
Der Abschnitt zwischen Wuppertal Hauptbahnhof und Wuppertal-Oberbarmen wurde zwischen Dezember 2007 und Dezember 2015 aufgrund gekürzter Regionalisierungsmittel nicht mehr bedient. Auf dem bis 2003 von der Linie bedienten Abschnitt in Rheinland-Pfalz fuhr bis Dezember 2015 abends ein Zug nach Remagen und morgens wieder zurück.

## Tarif
Für Fahrten bis Solingen Hauptbahnhof gilt der Tarif des Verkehrsverbundes Rhein-Ruhr (VRR), für Fahrten darüber hinaus gibt es den Verbundtarif des Verkehrsverbundes Rhein-Sieg (VRS). Außerdem findet der landesweite NRW-Tarif Anwendung.

## Zugmaterial

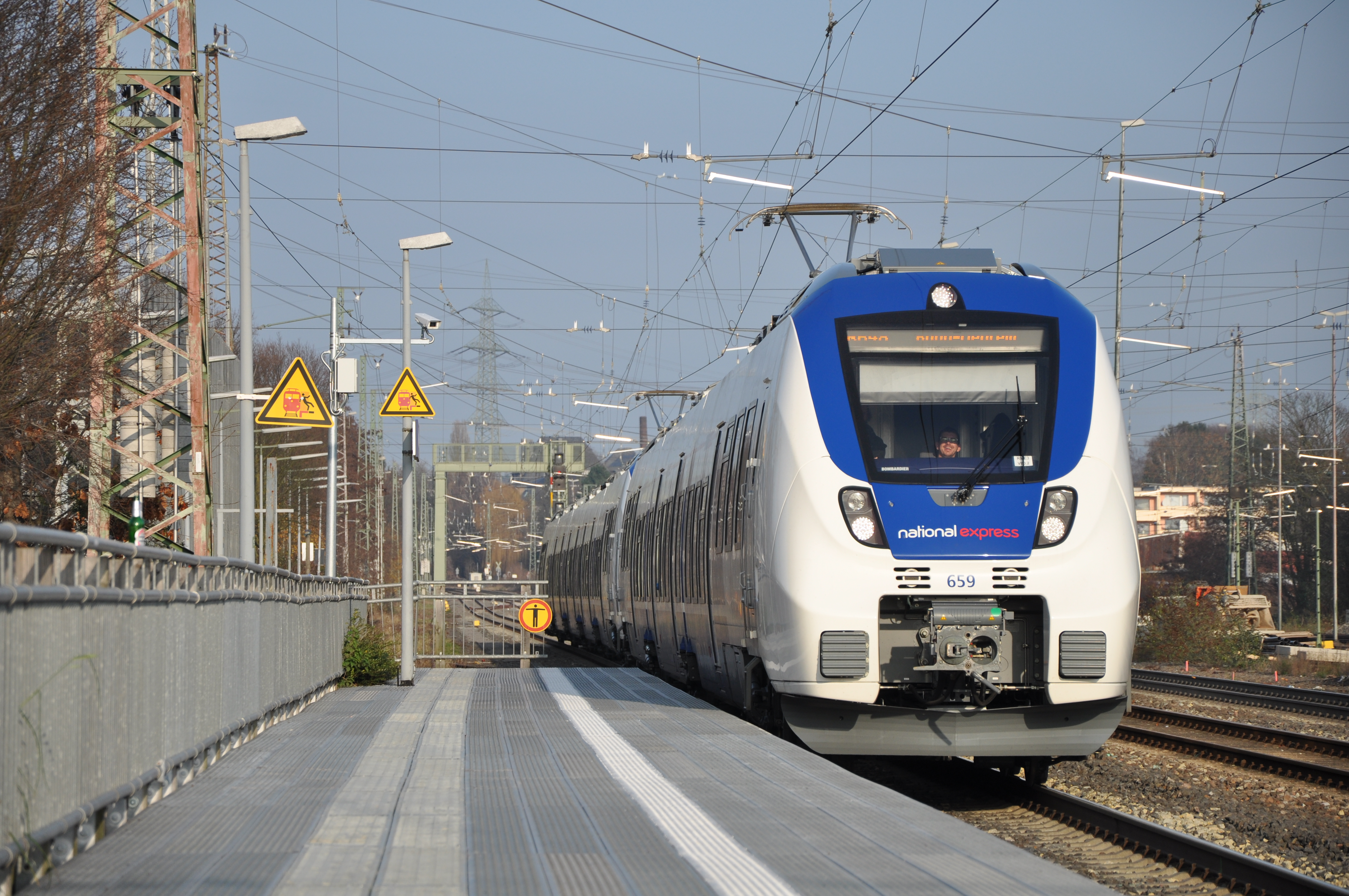
Bombardier Talent 2 als RB 48 in Solingen Hbf

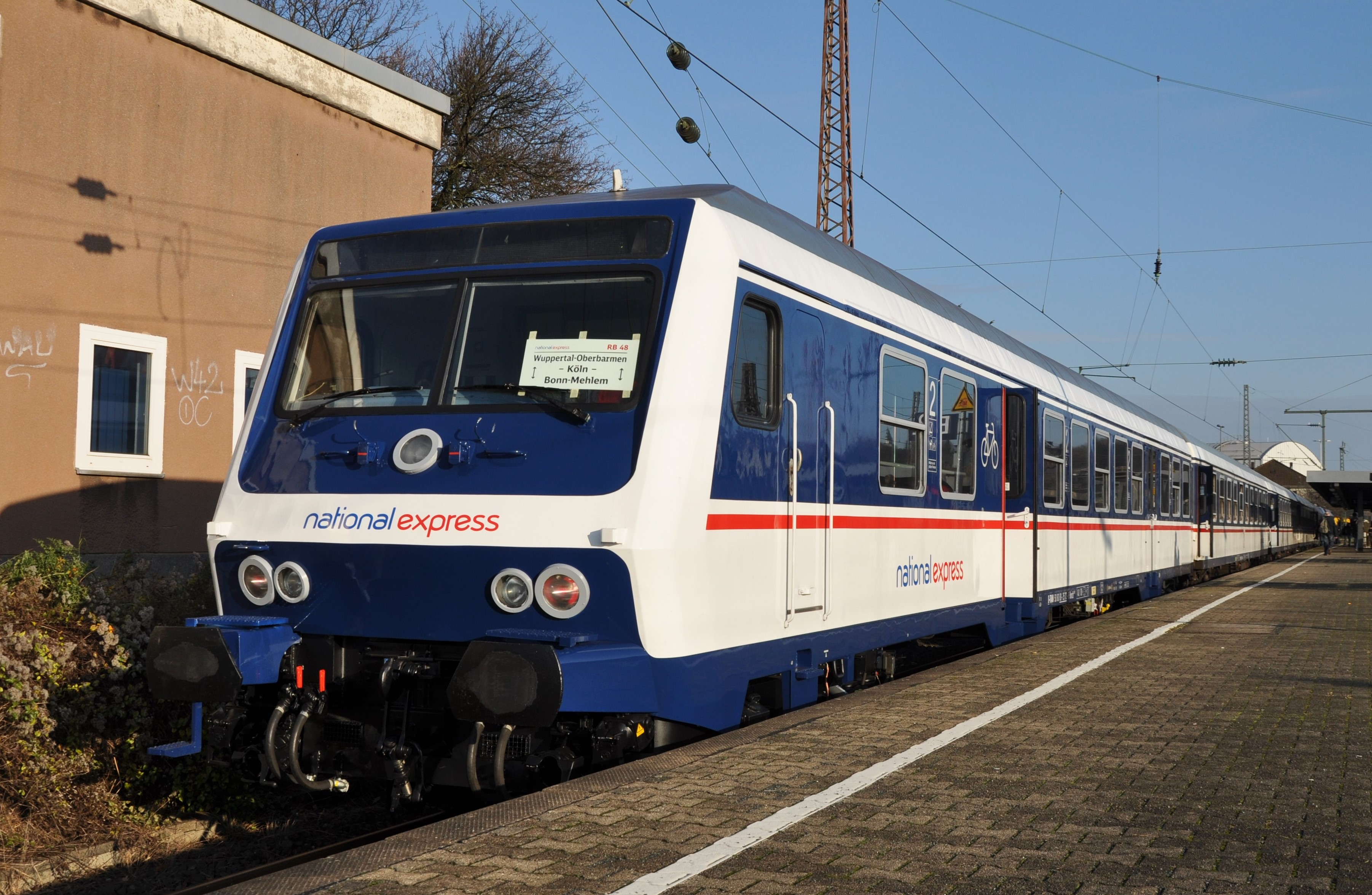
Wittenberger Steuerwagen im Bahnhof Wuppertal-Oberbarmen

Seit Dezember 2015 werden Triebzüge vom Typ Bombardier Talent 2 eingesetzt. Diese verkehren regulär in Doppeltraktion aus einem fünf- und einem dreiteiligen Triebzug. Des Weiteren hält National Express für den Betrieb auf der RB 48 zwei Ersatzgarnituren aus Reisezugwagen und Lokomotiven der Baureihe 110 und Baureihe 185 vor.

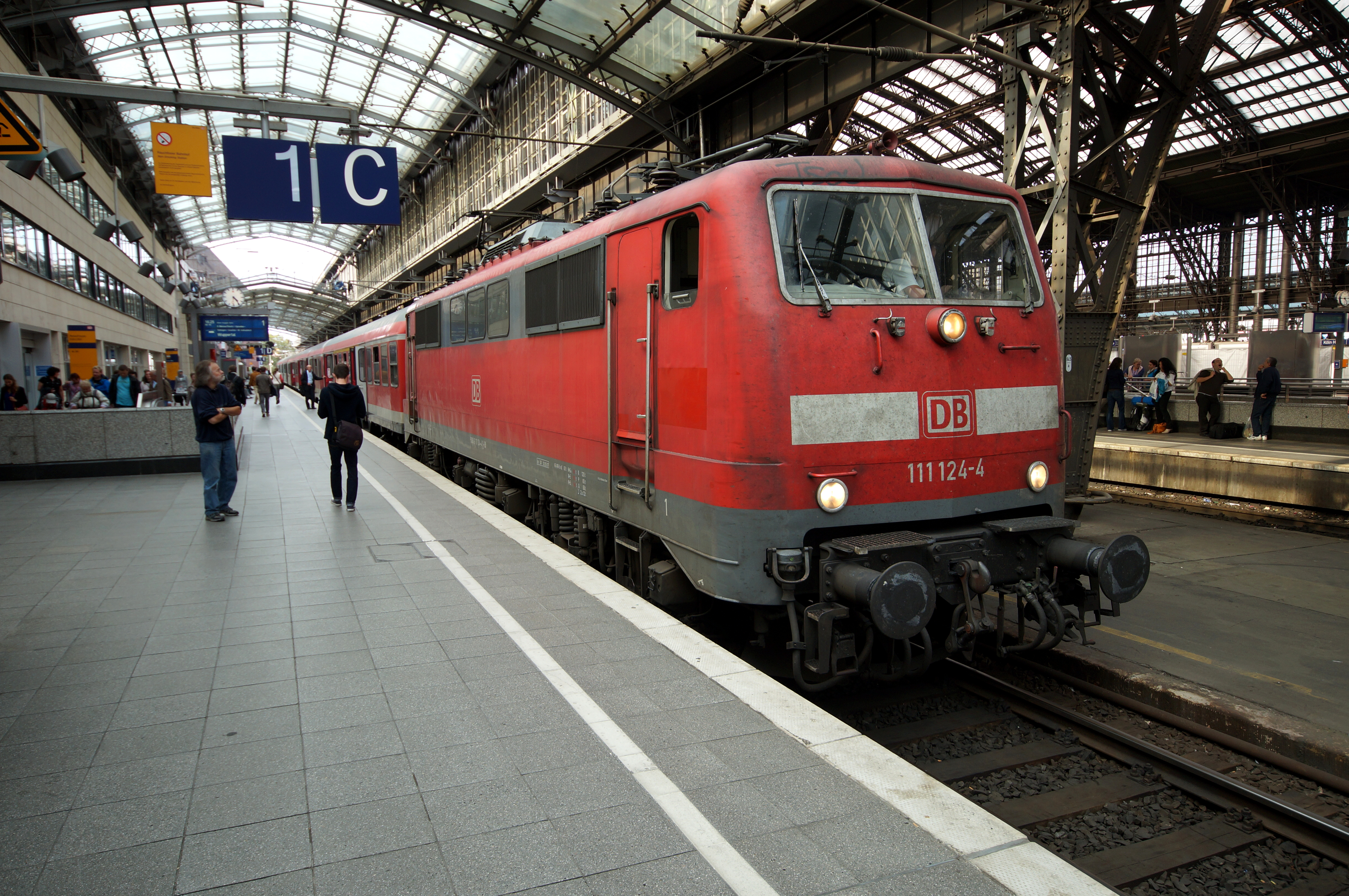
Die Rhein-Wupper-Bahn mit der DB-Baureihe 111 im Umsteigebahnhof Köln Hauptbahnhof auf dem Weg nach Wuppertal

Auf der Rhein-Wupper-Bahn wurde bis zum Fahrplanwechsel im Dezember 2007 zumeist ein lokbespannter Wendezug eingesetzt. Dieser bestand im Normalfall aus fünf n-Wagen (ehemalige Silberlinge) und wurde planmäßig von einer Elektrolokomotive der Baureihe 111 bespannt. Häufig kamen auch Loks der Baureihe 110 und seltener Triebwagen der Baureihe 425 in Doppeltraktion zum Einsatz.
Ab Dezember 2007 verkehrte die RB 48 zunächst durchgehend mit Baureihe 425 in Doppeltraktion. Dazu kamen Triebzüge zum Einsatz, die aus den verlorenen Ausschreibungen mit Abellio und der Westfalenbahn frei wurden. Zwischen dem kleinen Fahrplanwechsel im Juni 2009 und dem regulären Fahrplanwechsel im Dezember 2009 wurde ein Umlauf erneut mit Loks der Baureihe 110 mit fünf bis sechs n-Wagen erbracht, da bedingt durch Software-Anpassungen an den Triebzügen ansonsten nicht genügend Fahrzeuge zur Verfügung gestanden hätten. Bis November 2015 wurde täglich ein Umlauf aus einer Lok der Baureihe 111 und fünf n-Wagen gebildet.
Aufgrund des Unfalls von Meerbusch-Osterath, bei dem ein Talent-2-Triebzug der ebenfalls von National Express betriebenen Linie RE 7 beschädigt wurde, kommt seit Januar 2018 wiederum täglich ein Umlauf eines Ersatzzuges zum Einsatz. Bis Sommer 2021 bestand der Ersatzzug in der Regel aus n-Wagen sowie einer Elektrolokomotive der Baureihe E 10, seit Herbst 2021 sind in der Regel Doppelstockwagen und Elektrolokomotiven der Baureihe 111 – oftmals in diversen, von historischen Farbvarianten inspirierten Werbelackierungen – aus dem Gebrauchtzug-Fahrzeugpark der DB zum Einsatz. Stand 2024 verkehren keine Ersatzgarnituren mehr auf der Rhein-Wupper-Bahn. 

## Geschichte

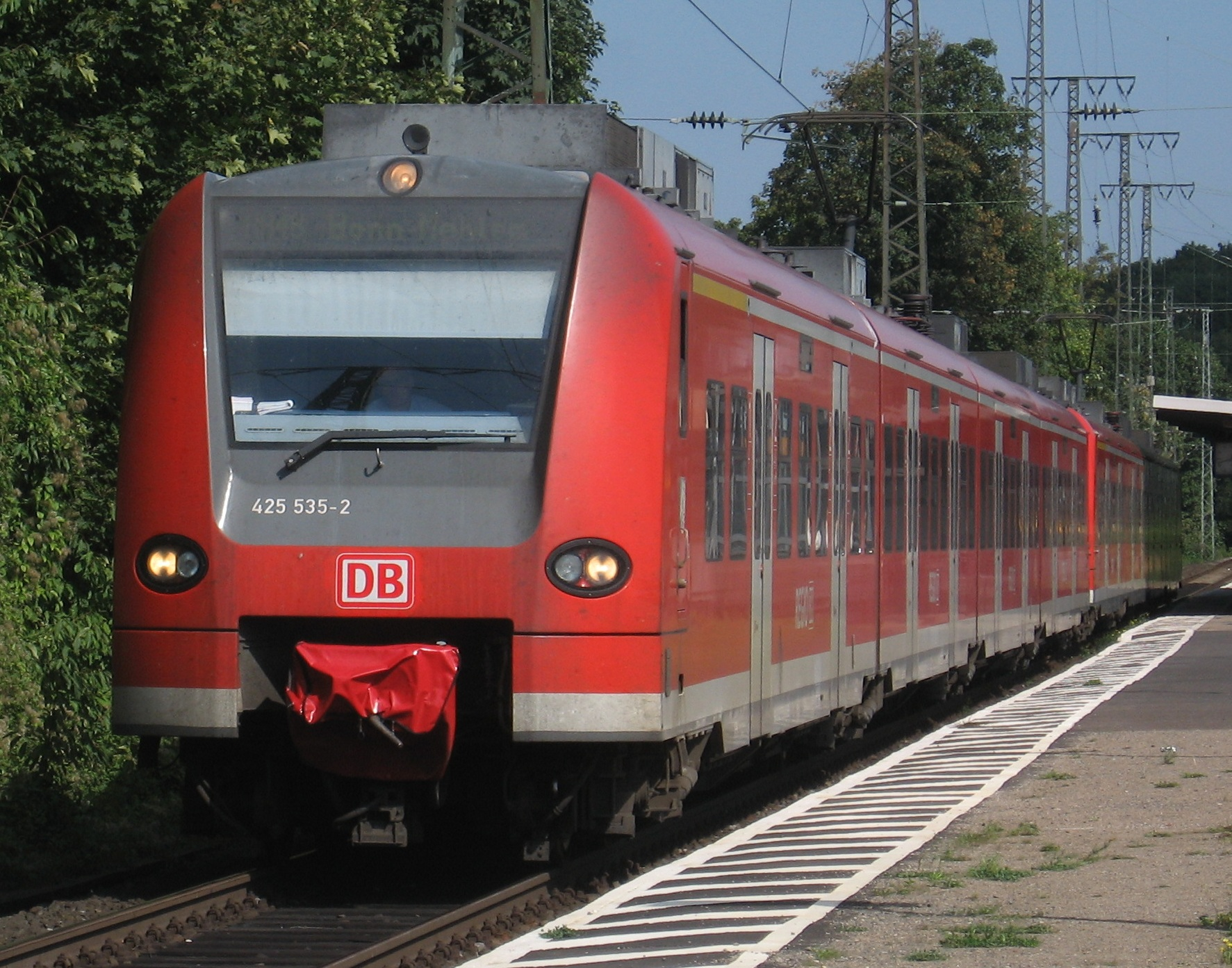
RB 48 mit Baureihe 425 in Köln-West

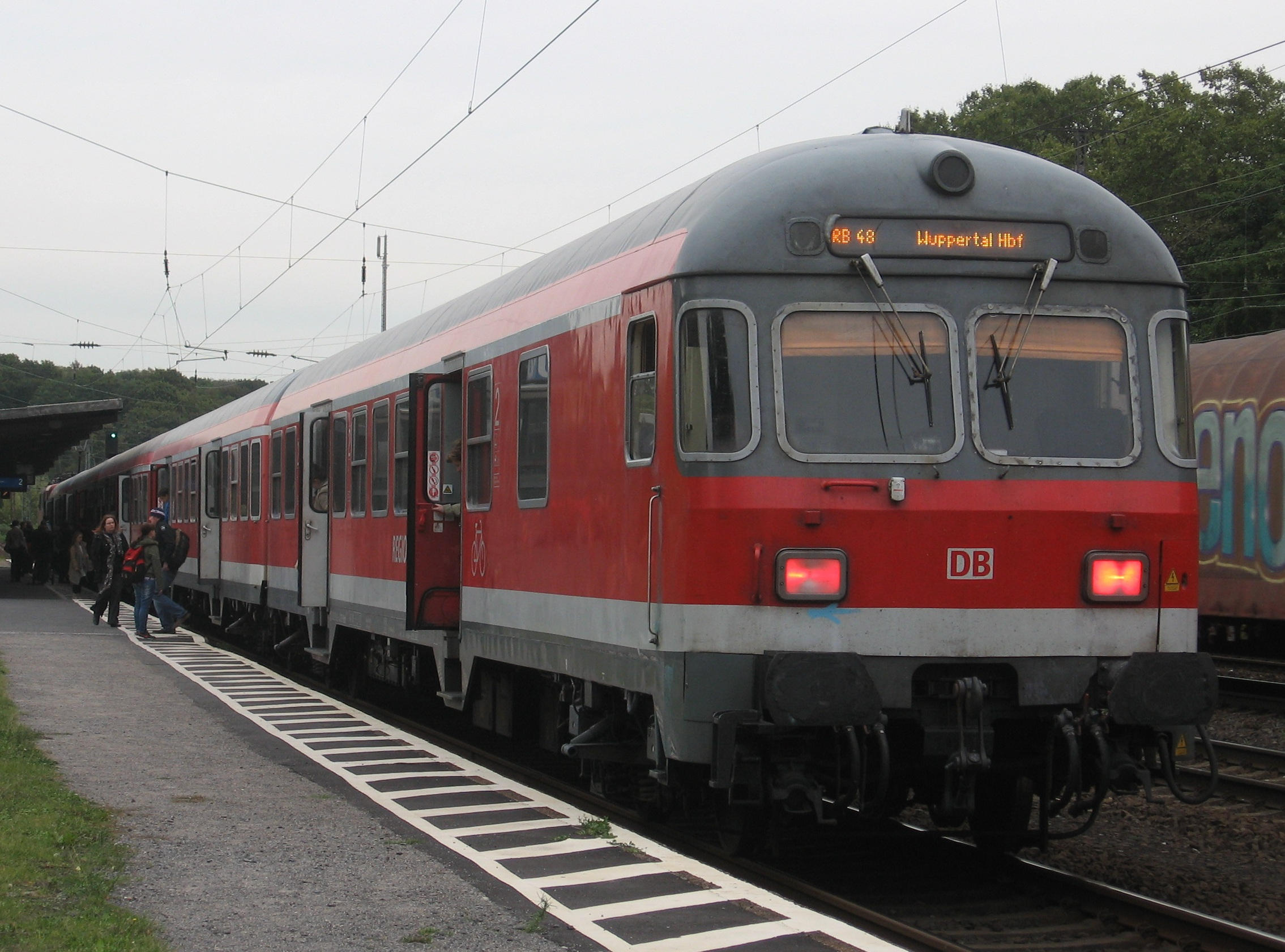
RB 48 mit Baureihe 111 und n-Wagen in Köln-West

Die Rhein-Wupper-Bahn ersetzte im Dezember 2002 den bisherigen Rhein-Wupper-Express (RE 6) zwischen Koblenz und Wuppertal, der im nordrhein-westfälischen Teil des Zuglaufs ebenso wie die heutige RB 48 alle Halte mit Ausnahme von Hürth-Kalscheuren bediente. Der Rhein-Wupper-Express bestand ursprünglich aus sechs n-Wagen ohne Steuerwagen, gezogen von Loks der Baureihe 110. Ab 2001 wurde auf Triebwagengarnituren aus zwei Triebwagen der Baureihe 425 und einem der Baureihe 426 umgestellt.
Die Rhein-Wupper-Bahn hatte anfangs den Zuglauf Remagen–Wuppertal-Oberbarmen und wurde mit Triebwagen der Baureihe 425 in Doppeltraktion gefahren. Im Dezember 2003 wurde sie bis zur Landesgrenze nach Bonn-Mehlem verkürzt, da die Zugkilometer in Rheinland-Pfalz von keinem der beiden Bundesländer getragen wurden.
Nachdem die Triebwagen der Baureihe 425 im Herbst 2003 mit massiven Bremsproblemen zu kämpfen hatten, wurde die Rhein-Wupper-Bahn im Zuge des Programms H'04 Anfang September 2004 auf lokbespannte Wendezüge aus fünf n-Wagen und Loks der Baureihe 110 umgestellt. Die für Dezember 2004 angekündigte Rückumstellung wurde drei Jahre später, Ende 2007, durchgeführt. Seitdem verkehrt sie in Doppeltraktion.
Im Dezember 2007 wurde die Rhein-Wupper-Bahn von Wuppertal-Oberbarmen zum Hauptbahnhof verkürzt. Dadurch konnten die bislang getrennten Umläufe Bonn–Wuppertal und Köln–Wuppertal verknüpft werden, womit eine Zuggarnitur eingespart wurde. Zeitweise fuhren noch früh morgens (Richtung Bonn) und spät abends (Richtung Wuppertal) Züge von/bis Wuppertal-Oberbarmen, da diese dort über Nacht abgestellt werden. Seit Dezember 2015 fahren die Züge wieder generell von/bis Wuppertal-Oberbarmen.
Gemäß Qualitätsbericht 2007 des VRR hatten die Zugfahrten der Rhein-Wupper-Bahn im Jahre 2007 eine durchschnittliche Verspätung von 2,8 Minuten und lagen damit weit über dem Durchschnitt der RB-Linien im VRR. Die Quote der nicht vorhersehbaren Zugausfälle lag bei etwa 3,1 % aller Zugfahrten, auch hier liegt die Linie weit über dem Durchschnitt der anderen RB-Linien im VRR.

### Ausschreibung des Betriebs ab 2015

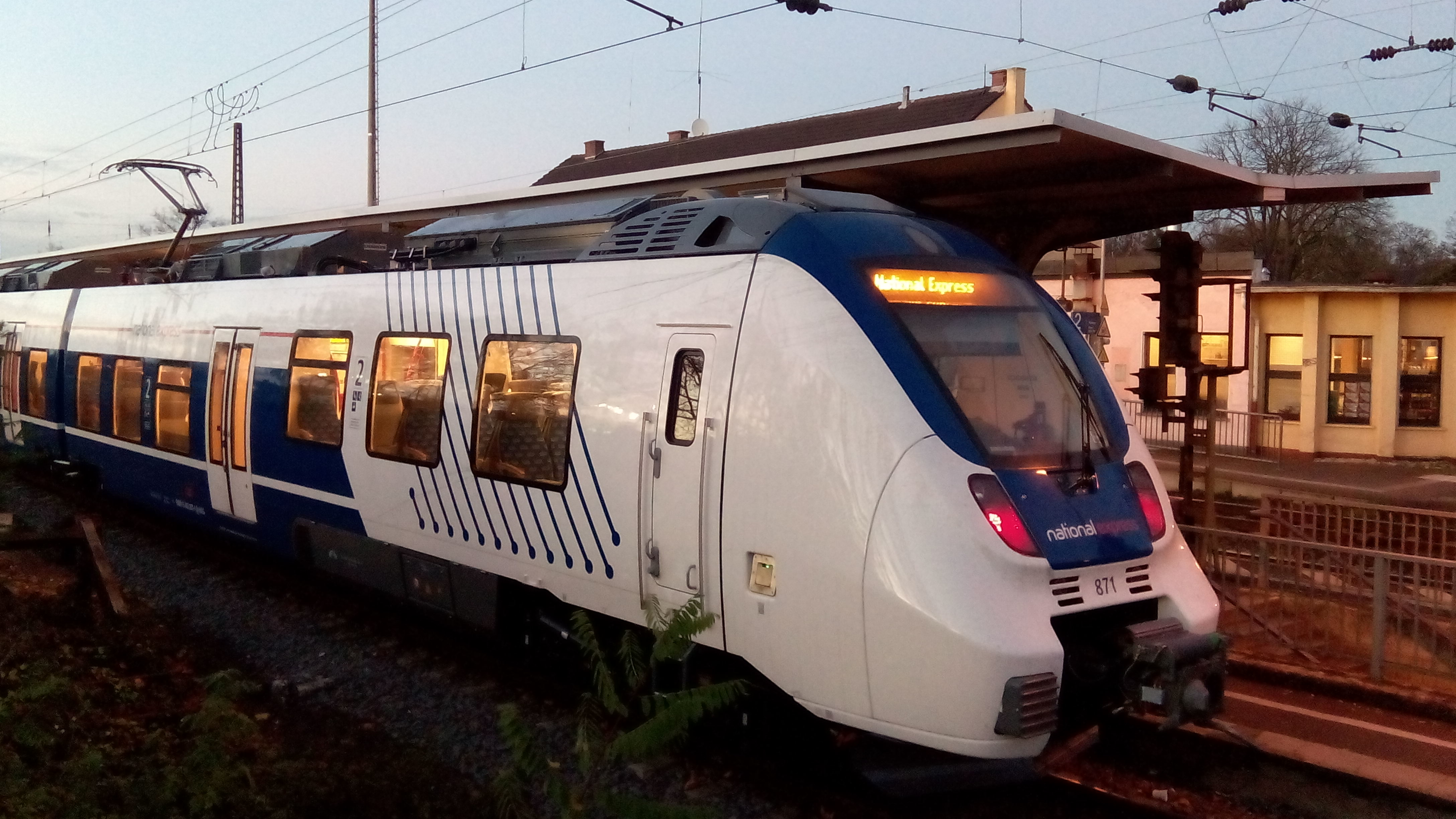
Talent 2 der National Express am 18. November 2015 bei Schulungsfahrt in Bonn-Mehlem

Die Rhein-Wupper-Bahn wurde zusammen mit dem Rhein-Münsterland-Express ab Dezember 2015 ausgeschrieben. Eine Bietergemeinschaft von National Express Rail und IntEgro Verkehr erhielt bei der Ausschreibung den Zuschlag. Die Deutsche Bahn als Unterlegene machte von einer Einspruchsmöglichkeit Gebrauch, die Vergabekammer bei der Bezirksregierung Münster stellte jedoch keinen Vergaberechtsverstoß fest.
Die Leistungen werden von National Express Rail mit Bombardier-Triebzügen vom Typ Talent 2 erbracht.
Mit der Neuausschreibung wurde die Rhein-Wupper-Bahn (erneut) rückwärtig bis Wuppertal-Oberbarmen verlängert, außerdem werden die bislang in Köln endenden Fahrten im Berufsverkehr montags bis freitags je dreimal morgens und nachmittags bis Bonn verlängert und in dieser Zeit ein 30-Minuten-Takt geschaffen. Zudem wird seit Dezember 2015 der Bahnhof Hürth-Kalscheuren und seit 1. November 2017 der Haltepunkt Bonn UN Campus (bis 14. Dezember 2019 nur in Fahrtrichtung Bonn-Mehlem) bedient.

## Zukunft

### Ausbau
Es gibt Planungen, die Rhein-Wupper-Bahn zur S-Bahn auszubauen. Diese soll dann im 20-Minuten-Takt verkehren. Vorgesehen ist eine geänderte Linienführung zwischen Leverkusen-Opladen und Köln-Mülheim in Anlehnung an die bestehende Güterzugstrecke über Morsbroich. Hieraus ergäbe sich eine bessere Erschließung der Stadtteile Dünnwald und Höhenhaus. Es bestünde die Möglichkeit, die Linie als S 16 weiter bis Bonn zu führen, hierzu müsste allerdings die linke Rheinstrecke viergleisig ausgebaut werden (Kölner S-Bahn-Westring).
Ebenso besteht die Möglichkeit, die neue S 16 in Köln enden zu lassen und die aus Essen kommende S 6 nach Bonn zu verlängern. Die Nachfolgelinie der Rhein-Wupper-Bahn trägt nur im Zielnetz des VRS die Liniennummer S 16, im Zielnetz des VRR wird sie als S 14 geführt, die jedoch nicht mit der im VRS-Zielnetz enthaltenen S 14 (laut aktuellem NVP NVR S 15) von Brügge (Westf) nach Jünkerath zu verwechseln ist.
Im aktuellen Nahverkehrsplan des NVR ist für das Zielnetz 2030 (+) vorgesehen, die RB 48 zwischen Köln und Bonn-Mehlem durch die Linie S 17 zu ersetzen.